# Rocas
Rocas (Atol das Rocas) – atol na Oceanie Atlantyckim. Stanowi część Brazylijskiego stanu Rio Grande do Norte.
Ten owalnego kształtu atol ma 3,7 km długości i 2,5 km szerokości. Laguna ma głębokość do 6 m, a jej powierzchnia wynosi 7,5 km². Powierzchnia lądowa (dwie wysepki po stronie zachodniej: Ilha do Farol i Ilha do Cemitério) to 0,36 km². Najwyższym punktem atolu jest wydma położona na południu Ilha do Farol, o wysokości 6 m n.p.m. Obydwie wysepki porośnięte są trawami, krzewami i kilkoma drzewami palmowymi. Świat zwierzęcy reprezentują kraby, pająki, pchły piaskowe, duże żuki i wiele gatunków ptaków.

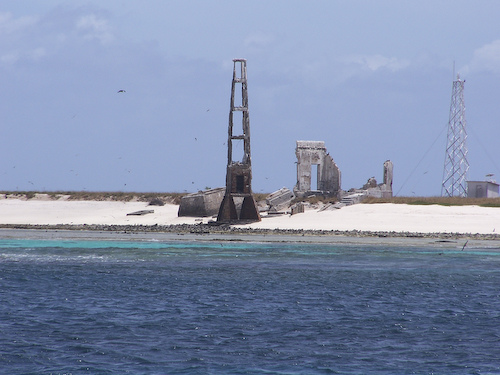
Ruiny latarni morskiej

Na Rocas znajduje się latarnia morska, działająca od lat 60. XX wieku, obsługiwana przez brazylijską straż ochrony wybrzeża. Położona jest na północnym cyplu Ilha do Farol. W jej pobliżu stoi opuszczona latarnia morska z 1933 roku.
Atol Rocas jest rezerwatem przyrody, a w 2001 roku został wpisany na Listę Światowego Dziedzictwa UNESCO. Obszar ten zamieszkuje nieliczna populacja żółwi morskich, rekinów, delfinów i ptaków.
Pierścień atolu składa się głównie z koralowców i czerwonych alg. Jest on niemal zamknięty, kanał od strony północnej ma jedynie 200 m szerokości, a drugi, po stronie zachodniej, jest znacznie węższy.